# Camille Berru
Camille Berru (Villebout, 11 avril 1817 - Bruxelles, 23 juillet 1878) est un journaliste français, ami de Victor Hugo, qui a dirigé un quotidien belge au XIXe siècle.

## Biographie

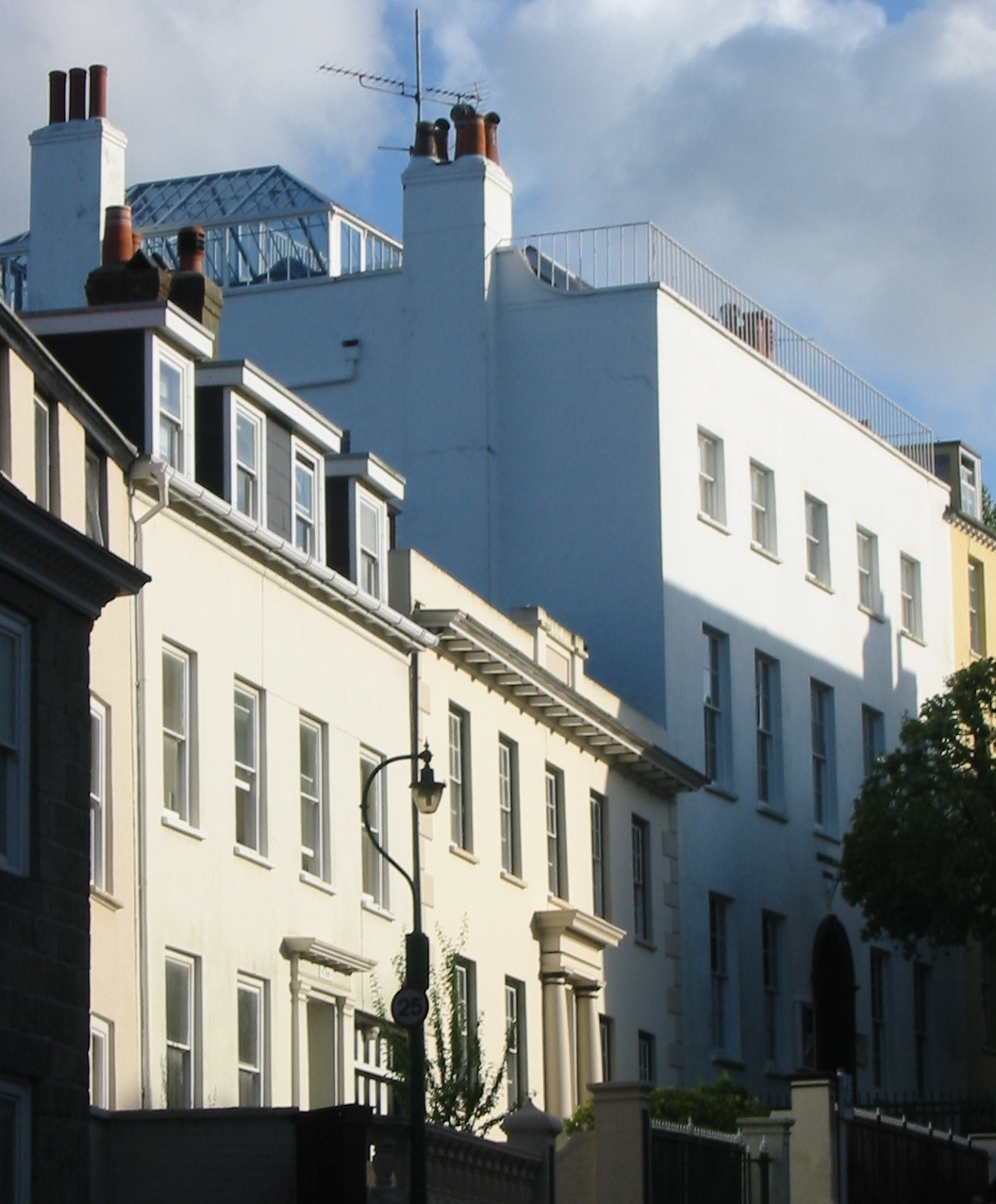
Hauteville House à Guernesey, d'où Hugo a écrit sa mystérieuse lettre de 1866 à Camille Berru

Camille Berru est rédacteur en chef de L'Événement, journal de son ami l'écrivain Victor Hugo et de son fils Charles Hugo, dans la dernière année d'existence du journal, et jusqu'à sa fermeture de force. Charles Hugo et les trois autres fondateurs du titre sont emprisonnés à la Conciergerie, à Paris, par Napoléon III après le coup d'État du 2 décembre 1851 qui donne naissance au Second Empire. Leur ami Camille Berru est condamné au bagne de Cayenne, mais il parvient à gagner Bruxelles, où il réside au "3, Parvis Sainte-Gudule". Pour survivre, il devient professeur de natation dans un établissement de bains. Jugé coupable d'avoir, dans une revue théâtrale, fait rire aux dépens de la police, il fut relégué pour un mois à Ostende par le ministre de la justice Alphonse Nothomb. Son ami Charles Hugo racontera dans Les Hommes de l'exil les luttes de Camille Berru pour gagner sa vie.
Menacé d’expulsion, il demande à son ami Victor Hugo d’intervenir pour lui auprès du gouvernement belge. Berru visite régulièrement l'écrivain, dans son appartement au premier étage d'un bureau de tabac, appelé la "Maison du Pigeon", sur la Grand Place de Bruxelles.
Grâce à Léon Bérardi, directeur  du quotidien bruxellois L'Indépendance belge, la durée de sa peine fut abrégée de quelques jours. Mais, revenu à Bruxelles, il fut prévenu que si les journaux rendaient compte de ce qui venait de se passer, il serait expulsé. "Jamais nature plus fière et plus énergique ne s'est cachée sous des formes plus douces et plus cordiales", écrira de lui Victor Hugo en 1878, après sa mort, lorsqu'il lui faudra donner l'autorisation de préfacer Le Revers d'une médaille, un ouvrage post-mortem de Berru par un texte de Charles Hugo, le propre fils d'Hugo, lui aussi décédé.
Finalement, il débute à L'Indépendance belge dès 1852 comme «coupeur des faits-Bruxelles». Ce poste peu payé l'oblige à donner également des cours de français. Plus tard, il devient secrétaire de la rédaction du journal. Le propriétaire du journal, Léon Bérardi, en fait même son secrétaire particulier. Camille Berru a également été rédacteur à la Libre Recherche de Bruxelles, revue dirigée par François-Désiré Bancel, député de la Drôme, un autre émigré politique français, qui enseigne la littérature et l'éloquence à l'Université libre de Bruxelles. Après la mort du sculpteur Pierre-Jean David d'Angers, Camille Berru écrit en janvier 1857 dans ce journal que: « Prodigue de son ciseau jusqu'à la munificence, David d'Angers le statuaire laisse une fortune de plus d'un million ».
En juin 1868, la Préfecture de police de Paris avise le préfet du Nord que Charles Hugo, Camille Berru et la compagne de ce dernier, Adèle Masse, sont soupçonnés d'introduire en France des pamphlets.
Camille Berru est le destinataire de deux longues lettres de Victor Hugo, retrouvées par hasard en 2009, glissées à l'intérieur d'un livre oublié dans la bibliothèque Henri Conscience d'Anvers, qui compte environ un million de volumes, dont 25 000 datant d’avant 1830. Elles se trouvaient depuis 1957 dans la réserve de la bibliothèque mais leur fiche ayant disparu, elles avaient été oubliées. Un collaborateur de la bibliothèque les a trouvées en fouillant dans la réserve.
Dans la première lettre, datée du 18 novembre 1866, Hugo déplore que les écrivains révolutionnaires soient appelés à la rescousse trop tard par les insurgés politiques et militaires pour susciter l’ardeur nécessaire au déclenchement d’une insurrection. L'écrivain français explique avoir été contacté pour soutenir "les insurgés d'Haïti, de Roumanie et de Sicile". Berru l'avait contacté pour une "quatrième révolution" sans rien préciser de plus. L'une des deux lettres mentionne que pendant son exil de 1856 à 1870 à Guernesey, Victor Hugo fut approché pour soutenir par l'écrit quatre révolutions, dont une restée mystérieuse.  Durant cette période, Victor Hugo vient régulièrement à Bruxelles et réside de temps en temps chez Berru et son épouse. C’est chez eux, en 1868, que meurt Adèle Foucher. Hugo suit le cercueil de sa femme, avec Berru et d’autres amis, jusqu’à Quiévrain, à la frontière française.
La seconde lettre est aussi une réponse à un courrier de Camille Berru. Elle est datée du 24 juin 1871, bien après la chute de Napoléon III et trois semaines après que Léopold II l'ait fait expulser de Bruxelles, le 30 mai 1871. La Belgique craint un procès à la suite de la proposition publique de l'écrivain d'offrir l’asile politique aux communards poursuivis par la répression, dont il avait pourtant condamné le soulèvement. Victor Hugo y évoque la perspective que son journal Le Rappel reprenne sa parution. Le 27 mai 1871,
une cinquantaine de jeunes Bruxellois avaient mitraillé la maison de pierres d'Hugo en chantant la Brabançonne à tue-tête. Les jours suivants, ses petits-enfants s'étaient réfugiés chez les Berru.
En septembre 1873, Camille Berru servit d’intermédiaire entre Victor Hugo et Juliette Drouet quand celle-ci partit se réfugier à Bruxelles parce qu’elle croyait que le poète la trompait avec Amélie Désormeaux, une déséquilibrée qui lui envoyait des lettres à son insu. Le 23 septembre, Hugo reçoit une lettre de Berru qui prétend avoir vu Juliette Drouet à Bruxelles. Trois jours plus tard, Berru, télégraphie à Hugo que Juliette est prête à prendre le train pour Paris.